# Kleßberg
Kleßberg ist ein Gemeindeteil des Marktes Leuchtenberg im Landkreis Neustadt an der Waldnaab (Oberpfalz, Bayern).

## Geographie
Der Weiler liegt etwa 500 Meter nördlich der Kainzmühle auf einer Anhöhe am Schleußbachtal und in 300 Meter Entfernung zum Fluss Pfreimd. Kleßberg ist über die Gemeindeverbindungsstraße von Kainzmühle nach Unternankau zu erreichen.

## Geschichte
Kleßberg gehörte 1808 zum Steuerdistrikt Lerau, wie auch die Siedlungen Wieselrieth, Lerau, Obernankau, Unternankau, Steinach und Linglmühle. 1830 wurde die bis dahin selbständige Gemeinde Unternankau mit Kleßberg und Wieselrieth vereint. Anschließend war Kleßberg Bestandteil der Gemeinde Lerau. Am 1. Januar 1972 wurde Lerau nach Leuchtenberg eingegliedert.